# クィントゥス・トゥッリウス・キケロ
クィントゥス・トゥッリウス・キケロ（ラテン語: Quintus Tullius Cicero, 紀元前102年以前 - 紀元前43年12月）は、共和政ローマ後期の政務官。マルクス・トゥッリウス・キケロの弟で、ガリア戦争ではガイウス・ユリウス・カエサルのレガトゥス（副官）の1人を務めた。

## 生涯

### 青年期
キケロとそう年は離れていないと思われ、恐らく紀元前106年の後半から前102年までに生まれたと考えられている。
トゥッリウス氏族は、アルピヌムのエクィテス（騎士階級）で、マリウス氏族やグラティディウス氏族と共に、その街の有力者であった。祖父キケロは、マルクス・アエミリウス・スカウルスの面識を得ており、キケロ家は紀元前95年頃にローマ市に移住し、クィントゥスは兄キケロと共に、ルキウス・リキニウス・クラッススやマルクス・アントニウス・オラトル、スカエウォラ・ポンティフェクスやスカエウォラ・アウグルといった当代きっての雄弁家の従者として修行した。
...私はかつて、マルクス・ピソと共に、アンティオコスの講義を受けていた。そこには弟のクィントゥス、ティトゥス・ポンポニウス、兄弟のように愛したいとこのルキウス・キケロが共におり、午後の閑散としたアカデメイアを逍遙するのが常だった。いつもの時間にピソの下宿に集合すると、アカデメイアまでの道中色んな話に花を咲かせたものだ。—キケロ、『善と悪の究極について』5.1.1
兄キケロが『アメリアのロスキウス弁護』の後、紀元前79年から紀元前77年まで弁護活動を休止してギリシア、ロドス島、アシアに遊学した際、兄の親友ティトゥス・ポンポニウス・アッティクスらと共に同行した。しかし、『アッティクス宛書簡集』からは、クィントゥスが兄ほど雄弁術を習得していなかったことがうかがえる。
クィントゥスが政務官に就く前の史料は乏しいが、ローマ軍は地中海で多くの軍事行動をとっており、トリブヌス・ミリトゥムを必要としていたため、帰国前にはルキウス・リキニウス・ムレナ (法務官)の下でアシア属州、帰国後はガイウス・ウァレリウス・トリアリウス（前77年プロプラエトル、サルディニア担当）、プブリウス・セルウィリウス・ウァティア・イサウリクス (紀元前79年の執政官)（前77-75年、キリキア担当）といった各地で軍務を務めた可能性がある。
これらの軍務によって元老院議員の子弟との人脈を築き、帰国後弁護活動に注力したキケロの議員活動や選挙の支援をしたとも考えられる。

### クルスス・ホノルム

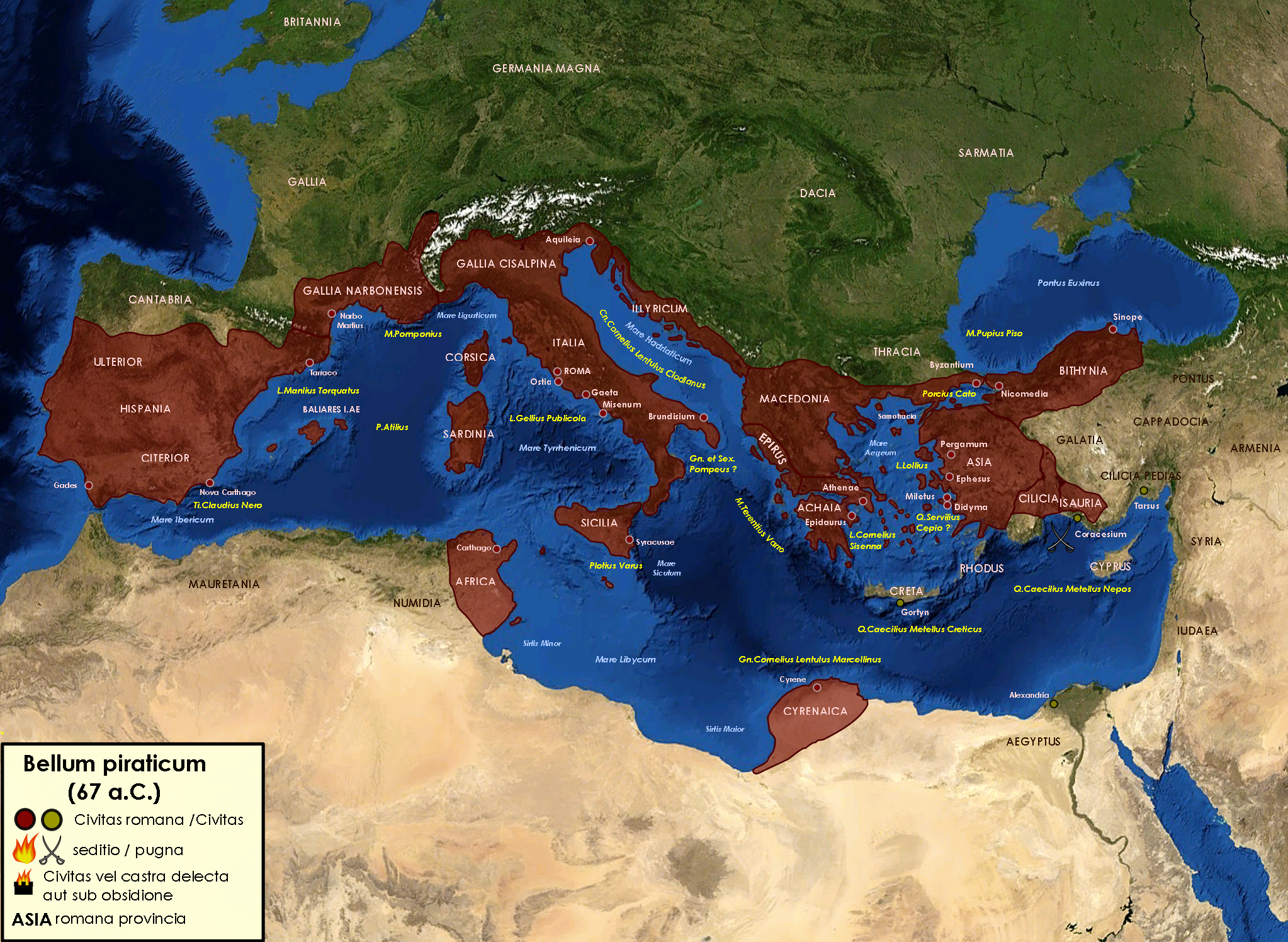
紀元前67年の地中海世界とポンペイウスの対海賊戦争

恐らく紀元前68年頃にクァエストルを務め、数年ローマ市を離れた。クァエストルの時期や任地については、紀元前70年にシキリアを担当し兄キケロのウェッレス弾劾の証拠集めに協力した、またはヒスパニアにいたピソの配下として働き翌年に戻ったなど、諸説ある。
紀元前65年にはカエサルと同時期にアエディリス・プレビス（平民按察官）を、紀元前62年にもカエサルと同時期に恐らくプラエトル・ウルバヌス（首都法務官）を務め、ルキウス・セルギウス・カティリナの陰謀に加担したブルッティウムの勢力を潰し、兄キケロの『アルキアース弁護』の裁判を担当した。
紀元前61年からプロコンスルとしてアシア属州を担当したが、あまり評判が良くなかったらしく、兄キケロから、隣のマケドニア属州のオクタウィウス（アウグストゥスの実父）を見習うようにとたしなめられている。政務を奴隷のスタティウスに任せきりだったようだ。また、キケロの手紙からは、インペリウム（指揮権）を延長されたことが兄弟にとってかなり不本意であったことがうかがえる。ただ、アエディリスの祝祭開催資金をアシア属州から徴収することを止めさせたことは褒めており、自分たちの神殿建設のための献金も断ることでバランスを取ったとしている。
この頃のアシアは、ルキウス・コルネリウス・スッラの第一次ミトリダテス戦争以降、軍事的成功も経済的成功も望めない属州となっており、担当したプラエトルで後に執政官になった者はいない。
紀元前58年の5月に帰国したが、かなり金に困っていたようで、兄キケロはマルクス・リキニウス・クラッススや、自分の帰国を支援してくれたマルクス・カリディウス（前57年プラエトル）に相談したらどうかと言っており、これを不法所得返還請求で訴追された場合のことと考える学者もいる。また、この属州統治を讃える物品に瑕疵があったが、兄キケロの力添えでクラッススの協力を得ている。
この年兄キケロと対立していた護民官プブリウス・クロディウス・プルケルが、兄がカティリナ事件の際に共謀者を裁判にかけずに処刑したことを罪に問う法案（Lex Clodia de capite civis romani）を通過させたため、兄はローマ市を離れ、更に法的にも追放（Lex Clodia de exilio Ciceronis）された。
翌紀元前57年、グナエウス・ポンペイウスがプロコンスル格で穀物供給のインペリウムを5年間付与され、15名のレガトゥス（副官）を与えられると、その一人を務め、サルディニアを担当した。兄キケロは追放を取り消す法が成立してローマ市へ帰還したが、この帰還運動にはクィントゥスも労を惜しまなかったとみられ、兄キケロは『元老院での帰国後演説』で感謝の意を表わしている。
クィントゥスが執政官を狙っていたとしても、頼みの兄キケロは亡命中で、自身も訴追される恐れがあり、アシア属州で得た財産も、兄の帰還運動やクロディウスによって焼き討ちされた家の再建などで使い果たしたものと思われ、ポンペイウスのレガトゥスとなったのも、兄の帰還に協力してもらった借りを返すためと考えられる。
紀元前56年の6月にローマ市へ戻った。この少し前、ルッカ会談直後のポンペイウスと面談し、自分のレガトゥスを引き受けなかったキケロがカンパニア土地分配法に反対したことに文句を言われ、警告されている。

### ガリア戦争

カエサル時代のローマ世界。黄色がカエサルによる拡張

紀元前54年、カエサル配下のレガトゥスとしてブリタンニア遠征に参加した。借金を返すためと思われ、年明けすぐにカエサルの下へ向かったが、6月には帰るかどうか迷っており、8月にカエサルと面談して残留を決めている。ガリアでは諸部族の反乱が起こり、エブロネス族のアンビオリクスによって、ネルウィ族の地に冬営していたクィントゥスの軍団は包囲されたが、好意的なネルウィ族の一人が機転を利かせてこの状況をカエサルに知らせたため、カエサルはアンビオリクスを誘い出して打ち破った。
この年、兄キケロは『国家について』の著作に取り組んでおり、自分とクィントゥスの対談の形にする案もあったが、結局スキピオ・アエミリアヌスを主人公に据えた。この頃のキケロは三頭政治の圧力に屈しており、彼らのために弁護活動を行ったため、「軽薄すぎる裏切り者」と中傷されていた。クィントゥスと共にカエサルのブリタンニア侵攻を叙事詩に書き、クィントゥスは恐らく執政官選挙を狙ってクィントゥス・ルタティウス・カトゥルスのポルチコやテッルース神殿再建を手がけている。
紀元前53年、物資の集積されたアドゥアトゥカの守備に第14軍団が割り当てられ、その指揮を執った。カエサルが軍団を率いてエブロネス族の地へ遠征すると、その空きを狙って諸部族がアドゥアトゥカに集まってきた。傷病者と共に残されていたクィントゥスは、カエサルの帰還予定日になっても何の知らせもないため、兵糧収奪のためにコホルス（大隊）を送り出したが、その隙に攻撃された。大混乱の中、負傷していた元プリムス・ピルス（筆頭百人隊長）らの活躍もあって辛うじて持ちこたえる間に、徴発部隊が帰って来て敵陣を突破し、敵は包囲を諦めた。その後帰還したカエサルは、徴発部隊を送り出すべきでなかったと嘆いたが、フォルトゥーナ（運命の女神）のせいにもした。
翌紀元前52年、ウェルキンゲトリクスが降伏すると、冬営のためハエドゥイ族の地へ派遣された。カエサルは概ねクィントゥスの指揮を評価していたと思われるが、反対意見もある。『ガリア戦記』内の記述とは違い、キケロ宛の手紙ではクィントゥスを批判しているという。
この年の初め、兄キケロの政敵クロディウスが、元老院議事堂が焼失する騒乱の中アンニウス・ミロに殺害された。単独執政官だったポンペイウスは、暴力に関するポンペイウス法を通過させ、ミロは告訴された。兄キケロはこの弁護を引き受け、更に議事堂焼失の罪で護民官ティトゥス・ムナティウス・プランクスを告訴し、ポンペイウスの意図に反して有罪に持ち込んでいた。

### その後
紀元前53年の執政官、グナエウス・ドミティウス・カルウィヌスとマルクス・ウァレリウス・メッサッラ・ルフスによる「属州のインペリウムは過去5年間その経験のない元コンスルと元プラエトルに付与すべし」とする元老院決議は、翌前52年、属州に関するポンペイウス法として成立していた。この条件に合う人材が少なく、キケロは紀元前51年からキリキアを割り振られ、クィントゥスも兄のレガトゥスとして赴いた。
紀元前49年からのローマ内戦では、兄がポンペイウスについたことをカエサルから責められ、ファルサルスの戦いの後、クィントゥスは息子と共に兄キケロとの関係を数ヶ月絶った。
紀元前44年3月にカエサルが暗殺された後、兄はオクタウィアヌスと手を結んでマルクス・アントニウスを追い落とそうとしたものの、オクタウィアヌスはアントニウス及びマルクス・アエミリウス・レピドゥスと第二回三頭政治を組んだため、逆に兄はアントニウスよりプロスクリプティオ（法の保護の対象外に置くリスト）に掲載され、クィントゥスも同じくリストに入った。クィントゥスは兄と共に、マケドニアに勢力を持っていたマルクス・ユニウス・ブルトゥスの許で逃れようとしたが、紀元前43年にアントニウス派の追っ手により殺害された。

## 人物
...我々はアルカヌムで昼食をとることにした。私が到着すると、クィントゥスはとても優しく「ポンポニア、女たちを呼んできてくれないか。私は男たちを呼んでくるから」と、私の見る限り、言葉だけでなく心から温かい態度で言ったのだが、彼女は「ここでは私がお客なんですけど」と答えたのだ。...「ほら、毎日こんな感じなんですよ」—キケロ、『アッティクス宛書簡』5.1.3-4
母はヘルウィア、祖母の一人はグラティディアである。紀元前70年、アッティクスの妹ポンポニアと結婚したものの、夫婦仲は悪く、兄やアッティクスは何度も仲裁に入ったが、紀元前45年に離婚した。
エピクロス派であったと考えられ、紀元前64年、兄のために『Commentariolum Petitionis（選挙備忘録）』を書いたと考えられているが、これの真偽については論争がある。